# Margarinotus gardneri
Margarinotus gardneri är en skalbaggsart som först beskrevs av Desbordes 1930.  Margarinotus gardneri ingår i släktet Margarinotus och familjen stumpbaggar. Inga underarter finns listade i Catalogue of Life.